# Hundens anatomi
Hundens anatomi beskriver kroppens struktur hos tamhunden. Under tæmningen er der blev avlet utallige hunderacer, som afviger betydeligt fysisk og i størrelser: fra den mindste race Chihuahua, med en ideel vægt på 1,5 til 3 kg, til den gigantiske store Irsk Ulvehund med  mankenhøjde mindst 71 cm,
Hunden tilhører hundefamilien og fysisk ligner den sin nærmeste vilde slægtninge, ulven, især den asiatisk ulv (Canis lupus pallipes) og Himalayaulv (Canis lupus himalayensis) og Guldsjakalen (Canis aureus)

## Hundens anatomi.
| - 1 Pande - 2 Stop - 3 Næseryg - 4 Næse - 5 Øre - 6 Nakkeknude - 7 (Over)kæbe - 8 Mund - 9 (Under)kæbe - 10 Strube - 11 Hals - 12 Manke - 13 Ryg - 14 Lænd - 15 Kryds - 16 Hale | - 17 (Over)Lår - 18 Hase - 19 Mellemfod - 20 Pote (forpote og bagpote) - 21 Underlår - 22 Knæ - 23 Lyske - 24 Flanke - 25 Albue - 26 Håndrod - 27 Mellemhånd - 28 Underarm - 29 Bringe/Bryst - 30 Brystkasse - 31 Skulder - 32 Skulderblad |

## Skelettet
Hundeskelettet består uanset hunderace af ca. 300 knogler. Betragter man imidlertid skelettet som en anatomisk støttekonstruktion for kroppen som helhed bør man også medregne ligamenter, brusk, bindevæv og ledkapsler, som holder knoglerne sammen.

### Hovedets skelet
Hovedets skelet består for størstedelen af flade knogler, og som en helhed danner kranieknoglerne et beskyttende lag omkring hjernen og sanseorganerne.

## Fordøjelsessystemet

### Mundhulen
Toppen af fordøjelseskanalen er mundhulen.
- Mælketænder 11 uger gammel hvalp.
- En terriers tænder
- Saksebid
- Hundens tænder - placering og form af tænderne i kæberne